# Sarah Jackson
Pour les articles homonymes, voir Jackson.
Sarah Jackson, née le 16 juillet 1803 à Philadelphie (Pennsylvanie) et morte le 23 août 1887 à Nashville (Tennessee), est la belle-fille du président des États-Unis Andrew Jackson.
Elle occupa le rôle de Première dame des États-Unis entre 1834 et 1837 parce qu'Andrew Jackson était veuf depuis 1828 de sa seconde épouse, Rachel Jackson ; sa nièce, Emily Donelson, avait servi comme Première dame de 1829 à 1834. 